# Interiør. Musikværelset, Strandgade 30
Interiør. Musikværelset, Strandgade 30 er et maleri af Vilhelm Hammershøi fra 1907. Det blev solgt på Sotheby's for 9.124.530 dollars (ca. 62,8 mio. kr.) i maj 2023 og satte derved ny rekord som det dyreste danske maleri. Den hidtidige rekord  tilhørte Interiør med kvinde ved klaver, Strandgade 30, ligeledes af Hammershøi, der blev solgt for 39,5 millioner kroner hos Sotheby's i november 2017.
På maleriet ses et klaver, en stol hvorpå ligger en violin med violinbue, opad klaveret stå en cello. Over klaveret ses et tryk af Frederik Ludvig Bradt med titlen Prospect af den nye anlagte vey uden for Stadens Nörre Port, der er i Statens Museum for Kunsts samling.

## Proveniens
- Ole Olsen, opkøbt 1916
- Elvira Abrahamsen (født Lady Elvira Olsen), datter af ovennævnte, i 1941
- Winkel & Magnussen, København, 28. februar 1944, lot 717 (afleveret af Ole Olsens dødsbo)
- Privat samling, Danmark
- Derfra ved arv til den ejer der satte det på auktion

Maleriet har hængt i Strandgade 30 i mere end 75 år.